# 조니 시먼스
조니 제임스 시먼스(영어: Johnny James Simmons, 1986년 11월 28일~ )는 미국의 배우이다.

## 출연 작품
- 그레이티스트
- 위플래쉬